# Alessandro Longo
Alessandro Longo (ur. 30 grudnia 1864 w Amantei, zm. 3 listopada 1945 w Neapolu) – włoski pianista, kompozytor i pedagog muzyczny.

## Życiorys
Był synem Achille Longo (1832–1919), kompozytora i pianisty. W latach 1878–1885 studiował w konserwatorium w Neapolu u Beniamino Cesiego (fortepian) i Paolo Serrao (kompozycja). Występował jako pianista, od 1909 roku był członkiem Società del Quartetto. Był redaktorem czasopisma „L’Arte Pianistica”, ukazującego się od 1914 do 1926 roku. Skomponował ponad 300 utworów, głównie na fortepian. Od 1897 do przejścia na emeryturę w 1934 roku wykładał w konserwatorium w Neapolu. Do grona jego uczniów należeli m.in. Paolo Denza, Tonin Guraziu i Franco Alfano.
W 1892 roku założył Circolo Scarlatti, towarzystwo propagujące twórczość Domenico Scarlattiego. Poświęcił temu kompozytorowi swoją pracę Domenico Scarlatti e la sua figura nella storia della musica (Neapol 1913). Opublikował katalog dzieł Scarlattiego Opere complete per clavicembalo di Domenico Scarlatti (10 tomów + suplement, Mediolan 1906–1937). W wydaniu tym połączył sonaty w suity według klucza tonacyjnego.
Jego synem był kompozytor Achille Longo.